# 铁帽子王

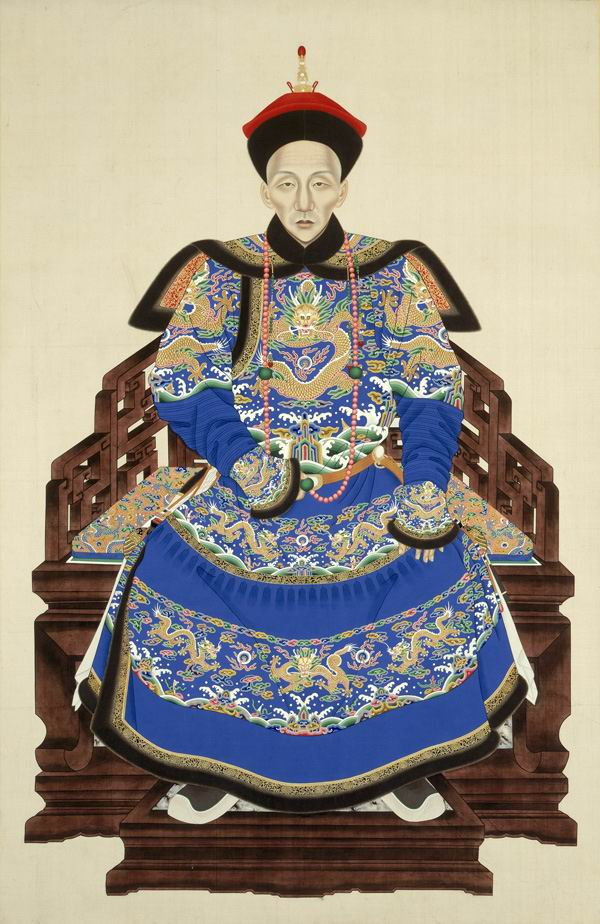
怡亲王溥静像

铁帽子王是对清代世袭罔替的宗室王爵的俗稱。清皇朝建立后，建立了一整套封爵制度，皇族爵位即是这个制度的组成部分之一。
当时确定的皇族爵位共有十二等，依次为和硕亲王、多罗郡王、多罗贝勒、固山贝子、奉恩镇国公、奉恩辅国公、不入八分镇国公、不入八分辅国公、镇国将军、辅国将军、奉国将军和奉恩将军。其中輔國將軍以上還分世襲罔替和世襲遞降兩種。
一般情況下，因功封王爵者多屬世襲罔替。由於罔替性質之爵位世襲次數無限、而且承襲者爵位完全無需遞降，實際情況等同整個家族嫡子永保同等爵位。
而中西傳統皆多以帽子比喻一個人的官職、爵位，此等「永續」「爵位」被類比成帶上了一頂「鐵」打（極不易喪失）的「帽子」（官位、爵位），故俗稱「鐵帽子王」。

## 享有特權
鐵帽子王是世襲罔替的王爵，和其他親王相比享有的特權主要有三項：
1. “世襲罔替”， 隔代不降爵；
2. 俸祿優厚，歲俸銀1萬兩，祿米1萬斛；
3. 賜予世襲罔替王府，又叫鐵帽子王府。

## 受封人物
清朝共有十二位王的后人在继承爵位时无需降级，作为皇帝对其功劳的赏赐，俗称为铁帽子王。这十二位王中，有八位是在清朝开国之初立下战功的皇亲宗室，有些担任八旗的旗主，另外四位是中后期在政治斗争中得到皇帝重用而受封。
- 皇帝按“功封”诏定清朝初年的八位铁帽子王：
  - 六位和硕亲王
    - 和硕礼亲王：代善，努尔哈赤次子，原领正红、镶红两旗旗主，天命八年（1623年）太祖让代善与其长子岳托、次子硕托分家，礼亲王一系后仅领正红旗主（后一度改为和硕巽亲王、和硕康亲王），在朝中為和碩親王之首。
    - 和硕睿亲王：多尔衮，努尔哈赤十四子，多尔衮曾领正白旗主，薨后，由顺治帝亲领（后一度剥夺封号）
    - 和硕豫亲王：多铎，努尔哈赤十五子，领正蓝旗主（后一度改为和硕信亲王、多罗信郡王）
    - 和硕肃亲王：豪格，皇太极长子，领镶白旗主（后一度改为和硕显亲王）
    - 和硕承泽亲王：硕塞，皇太极五子（后改为和硕庄亲王）
    - 和硕郑亲王：济尔哈朗，努尔哈赤弟舒尔哈齐六子，领镶蓝旗主（后一度改为和硕简亲王）

  - 两位多罗郡王
    - 多罗克勤郡王：岳托，努尔哈赤次子代善长子，与代善分家后，领镶红旗主，朝班地位为多罗郡王中首位（后一度改为多罗衍僖郡王、多罗平郡王）
    - 多罗顺承郡王：勒克德浑，努尔哈赤次子代善三子萨哈璘次子
- 中后期所恩封的四位铁帽子王（全是和硕亲王）：
  - 和硕怡亲王：胤祥，康熙帝十三子，雍正帝即位后封为怡亲王。雍正帝褒獎他允祥曾對雍正朝的治績助力很大，因此得雍正帝世袭罔替的许可為鐵帽子王。
  - 和硕恭亲王：奕訢，道光帝六子，道光帝遗诏封为亲王。参与祺祥政变有功，诏世袭罔替。
  - 和硕醇亲王：奕譞，道光帝七子，咸丰帝登基后封多羅醇郡王，光绪帝生父，光緒十三年王爵世襲罔替。
  - 和硕庆亲王：奕劻，乾隆帝十七子永璘六子绵性长子，光绪二十年，太后六十大寿，懿旨封为慶親王。